# Años 340
Los años 340 o década del 340 empezó el 1 de enero del 340 y terminó el 31 de diciembre del 349.

## Acontecimientos
- El Imperio Romano entra en guerra con los Persas.

## Personas destacadas
- Hipatia, filósofa egipcia en lengua griega.
- Constante, emperador romano.